# Arrondissement de Bayeux
L'arrondissement de Bayeux est une division administrative française, située dans le département du Calvados en Normandie.

## Composition

### Jusqu'en 2016
Liste des cantons de l'arrondissement de Bayeux
- canton de Balleroy ;
- canton de Bayeux ;
- canton de Caumont-l'Éventé ;
- canton d'Isigny-sur-Mer ;
- canton de Ryes ;
- canton de Trévières.

### Découpage communal depuis 2015
Depuis 2015, le nombre de communes des arrondissements varie chaque année soit du fait du redécoupage cantonal de 2014 qui a conduit à l'ajustement de périmètres de certains arrondissements, soit à la suite de la création de communes nouvelles. Le nombre de communes de l'arrondissement de Bayeux est ainsi de 126 en 2015, 125 en 2016 et 123 en 2017.
Le 1er janvier 2017, à la suite de la réforme des collectivités territoriales, les périmètres des arrondissements du Calvados sont modifiés par arrêté du 13 décembre 2016. L'arrondissement de Bayeux cède au sud la plus grande partie de l'ancien canton de Caumont-l'Éventé et une partie de celui de Balleroy à l'arrondissement de Vire et gagne à l'ouest beaucoup de communes des anciens cantons de Creully et de Tilly-sur-Seulles, anciennement attribuées à l'arrondissement de Caen.
Au 1er janvier 2024, l'arrondissement groupe les 123 communes suivantes :
1. Agy
2. Arganchy
3. Arromanches-les-Bains
4. Asnelles
5. Asnières-en-Bessin
6. Audrieu
7. Aure sur Mer
8. Balleroy-sur-Drôme
9. Banville
10. Barbeville
11. Bayeux
12. Bazenville
13. La Bazoque
14. Bény-sur-Mer
15. Bernesq
16. Blay
17. Le Breuil-en-Bessin
18. Bricqueville
19. Bucéels
20. Cahagnolles
21. La Cambe
22. Campigny
23. Canchy
24. Carcagny
25. Cardonville
26. Cartigny-l'Épinay
27. Castillon
28. Chouain
29. Colleville-sur-Mer
30. Colombières
31. Colombiers-sur-Seulles
32. Commes
33. Condé-sur-Seulles
34. Cormolain
35. Cottun
36. Crépon
37. Creully sur Seulles
38. Cricqueville-en-Bessin
39. Cristot
40. Crouay
41. Cussy
42. Deux-Jumeaux
43. Ducy-Sainte-Marguerite
44. Ellon
45. Englesqueville-la-Percée
46. Esquay-sur-Seulles
47. Étréham
48. La Folie
49. Fontaine-Henry
50. Fontenay-le-Pesnel
51. Formigny La Bataille
52. Foulognes
53. Géfosse-Fontenay
54. Grandcamp-Maisy
55. Graye-sur-Mer
56. Guéron
57. Hottot-les-Bagues
58. Isigny-sur-Mer
59. Juaye-Mondaye
60. Juvigny-sur-Seulles
61. Lingèvres
62. Lison
63. Litteau
64. Longues-sur-Mer
65. Longueville
66. Loucelles
67. Magny-en-Bessin
68. Maisons
69. Mandeville-en-Bessin
70. Le Manoir
71. Manvieux
72. Meuvaines
73. Le Molay-Littry
74. Monceaux-en-Bessin
75. Monfréville
76. Montfiquet
77. Mosles
78. Moulins-en-Bessin
79. Nonant
80. Noron-la-Poterie
81. Osmanville
82. Planquery
83. Ponts sur Seulles
84. Port-en-Bessin-Huppain
85. Ranchy
86. Rubercy
87. Ryes
88. Saint-Côme-de-Fresné
89. Sainte-Croix-sur-Mer
90. Saint-Germain-du-Pert
91. Sainte-Honorine-de-Ducy
92. Saint-Laurent-sur-Mer
93. Saint-Loup-Hors
94. Saint-Marcouf
95. Sainte-Marguerite-d'Elle
96. Saint-Martin-de-Blagny
97. Saint-Martin-des-Entrées
98. Saint-Paul-du-Vernay
99. Saint-Pierre-du-Mont
100. Saint-Vaast-sur-Seulles
101. Saint-Vigor-le-Grand
102. Sallen
103. Saon
104. Saonnet
105. Sommervieu
106. Subles
107. Sully
108. Surrain
109. Tessel
110. Tilly-sur-Seulles
111. Tour-en-Bessin
112. Tournières
113. Tracy-sur-Mer
114. Trévières
115. Le Tronquay
116. Trungy
117. Vaucelles
118. Vaux-sur-Aure
119. Vaux-sur-Seulles
120. Vendes
121. Ver-sur-Mer
122. Vienne-en-Bessin
123. Vierville-sur-Mer

## Démographie
En 2022, l'arrondissement comptait 73 936 habitants.
| 1968   | 1975   | 1982   | 1990   | 1999   | 2006   | 2011   | 2016   | 2021   |
| ------ | ------ | ------ | ------ | ------ | ------ | ------ | ------ | ------ |
| 56 979 | 57 428 | 60 435 | 62 280 | 63 022 | 65 191 | 67 363 | 73 896 | 73 794 |

| 2022   | - | - | - | - | - | - | - | - |
| ------ | - | - | - | - | - | - | - | - |
| 73 936 | - | - | - | - | - | - | - | - |

## Administration
| Période            | Période            | Identité                       | Fonction précédente | Observation                                                                 |
| ------------------ | ------------------ | ------------------------------ | ------------------- | --------------------------------------------------------------------------- |
| 6 Floréal An VIII  | 2 juin 1811        | Claude Lalouette               |                     |                                                                             |
| 2 juin 1811        | 16 juillet 1814    | Louis Guillot                  |                     |                                                                             |
| 16 juillet 1814    | 6 août 1830        | Antoine Genas du Homme         |                     |                                                                             |
| 6 août 1830        | 15 décembre 1830   | Constant de Moras              |                     |                                                                             |
| 15 décembre 1830   | 30 juillet 1832    | Claude Portes                  |                     |                                                                             |
| 30 juillet 1832    | 7 août 1833        | Henri de Grouchy               |                     |                                                                             |
| 7 août 1833        | 30 janvier 1839    | Nicolas Rougier de la Bergerie |                     |                                                                             |
| 30 janvier 1839    | 6 juin 1840        | François Villers               |                     |                                                                             |
| 6 juin 1840        | 5 janvier 1841     | Doumet de Siblas               |                     |                                                                             |
| 5 janvier 1841     | 23 mai 1841        | François Villers               |                     |                                                                             |
| 23 mai 1841        | 29 février 1848    | Édouard Lanet de Limencey      |                     |                                                                             |
| 29 février 1848    | 26 octobre 1849    | Félix Lecuyer                  |                     |                                                                             |
| 26 octobre 1849    | 14 mai 1862        | Claude Menigot                 |                     |                                                                             |
| 14 mai 1862        | 25 octobre 1865    | Baron de Saint-Priest          |                     |                                                                             |
| 25 octobre 1865    | 21 juillet 1866    | Antoine de Casabianca          |                     |                                                                             |
| 21 juillet 1866    | 22 septembre 1870  | Marie vicomte de Bony          |                     |                                                                             |
| 22 septembre 1870  | 10 décembre 1871   | Constant Pilet Desjardins      |                     |                                                                             |
| 10 décembre 1871   | 1er septembre 1877 | Henri Delmas                   |                     |                                                                             |
| 1er septembre 1877 | 30 décembre 1877   | Alexandre Lefas                |                     |                                                                             |
| 30 décembre 1877   | 25 mars 1879       | Marie Lesieurre de Croissy     |                     |                                                                             |
| 25 mars 1879       | 31 mai 1879        | Henry Pluchart                 |                     |                                                                             |
| 31 mai 1879        | 12 juillet 1880    | Antoine Glatier                |                     |                                                                             |
| 12 juillet 1880    | 29 novembre 1883   | Charles Strauss                |                     |                                                                             |
| 29 novembre 1883   | 18 octobre 1884    | Léon Barrabant                 |                     |                                                                             |
| 18 octobre 1884    | 22 mars 1889       | Ernest Leblond                 |                     |                                                                             |
| 22 mars 1889       | 26 juin 1893       | Abel de Marthes                |                     |                                                                             |
| 26 juin 1893       | 29 avril 1899      | Joseph Nassaud                 |                     |                                                                             |
| 29 avril 1899      | 10 février 1906    | Robert Leneveu                 |                     |                                                                             |
| 10 février 1906    | 20 octobre 1911    | André Liard                    |                     |                                                                             |
| 20 octobre 1911    | 12 janvier 1914    | Georges Thome                  |                     |                                                                             |
| 12 janvier 1914    | 3 mars 1914        | Louis Piettre                  |                     |                                                                             |
| 3 mars 1914        | 20 février 1915    | Jean Naud                      |                     |                                                                             |
| 20 février 1915    | 17 février 1918    | Henri Flach                    |                     |                                                                             |
| 17 février 1918    | 10 mars 1918       | Louis Garrigou                 |                     |                                                                             |
| 10 mars 1918       | 21 février 1921    | Paul Merouze                   |                     |                                                                             |
| 21 février 1921    | 11 avril 1926      | Louis Aubert                   |                     |                                                                             |
| 11 avril 1926      | 6 janvier 1931     | André Noël                     |                     |                                                                             |
| 6 janvier 1931     | 8 janvier 1941     | Hippolyte Pinel                |                     |                                                                             |
| 8 janvier 1941     | 26 mars 1941       | Giberton                       |                     |                                                                             |
| 26 mars 1941       | 30 mai 1942        | Yves Bayet                     |                     |                                                                             |
| 30 mai 1942        | 16 juin 1944       | Pierre Rochat                  |                     |                                                                             |
| 16 juin 1944       | 7 mai 1946         | Raymond Triboulet              |                     |                                                                             |
| 7 mai 1946         | 21 septembre 1946  | Victor Barthélemy              |                     |                                                                             |
| 21 septembre 1946  | 1er juin 1951      | Marius Lejoux                  |                     |                                                                             |
| 1er juin 1951      | 1er mars 1952      | Jacques Tauney                 |                     |                                                                             |
| 1er mars 1952      | 21 septembre 1958  | René Bernarchin                |                     |                                                                             |
| 21 septembre 1958  | 12 janvier 1960    | Paul Camous                    |                     |                                                                             |
| 12 janvier 1960    | 13 février 1962    | André Chadeau                  |                     |                                                                             |
| 13 février 1962    | 3 novembre 1969    | Bernard Mailfait               |                     |                                                                             |
| 3 novembre 1969    | 4 juillet 1972     | Bernard Le Clère               |                     |                                                                             |
| 4 juillet 1972     | 26 janvier 1976    | Lucien Creissel                |                     |                                                                             |
| 26 janvier 1976    | 1er septembre 1977 | Pierre Julien                  |                     |                                                                             |
| 1er septembre 1977 | 10 décembre 1979   | Léon Legrand                   |                     |                                                                             |
| 10 décembre 1979   | 18 octobre 1982    | Philippe Deslandes             |                     |                                                                             |
| 18 octobre 1982    | 29 février 1984    | Marc Ollivier                  |                     |                                                                             |
| 29 février 1984    | 21 décembre 1987   | Jean-Michel Legendre           |                     |                                                                             |
| 21 décembre 1987   | 27 juillet 1990    | Guy Piole                      |                     |                                                                             |
| 27 juillet 1990    | 1er août 1993      | Philippe Ronssin               |                     |                                                                             |
| 1er août 1993      | 26 juin 1995       | Raphaël Le Mehaute             |                     |                                                                             |
| 26 juin 1995       | 1er septembre 1997 | Gérard Branly                  |                     |                                                                             |
| 1er septembre 1997 | 1er septembre 2000 | Christian Jouve                |                     |                                                                             |
| 1er septembre 2000 | 14 juillet 2003    | Fabienne Buccio                |                     |                                                                             |
| 14 juillet 2003    | 11 septembre 2006  | Jean-Marc Duché                |                     |                                                                             |
| 11 septembre 2006  | Octobre 2008       | Yann Gourio                    |                     | nommé directeur de cabinet du préfet des Pyrénées-Atlantiques en juin 2008. |
| Octobre 2008       | Août 2012          | Jacques Ranchère               |                     |                                                                             |
| Décembre 2012      | Janvier 2015       | Benoît Lemaire                 |                     |                                                                             |
| Juin 2015          | Mars 2017          | Laurence Béguin                |                     |                                                                             |
| Mars 2017          | Août 2019          | Vincent Ferrier                |                     | -                                                                           |
| Août 2019          | Avril 2021         | Amandine Durand                |                     | -                                                                           |
| Mai 2021           | Mai 2023           | Gwenn Jeffroy                  |                     | -                                                                           |
| Mai 2023           | En cours           | Adrien Allard                  |                     |                                                                             |